# Polycarpaea gaudichaudii
Polycarpaea gaudichaudii är en nejlikväxtart som beskrevs av François Gagnepain. Polycarpaea gaudichaudii ingår i släktet Polycarpaea och familjen nejlikväxter. Inga underarter finns listade i Catalogue of Life.